# Ellis Marsalis
Ellis Marsalis (14. listopadu 1934 New Orleans, Louisiana, USA – 1. dubna 2020 New Orleans, Louisiana, USA) byl americký jazzový klavírista a hudební pedagog. Má celkem šest synů: Branforda (* 1960), Wyntona (* 1961), Ellise (* 1964), Delfeayo (* 1965), Mboya Kinyatta (* 1971) a Jasona (* 1977). Branford, Wynton, Delfeayo a Jason působí jako jazzoví hudebníci. V roce 2011 získal spolu se svými syny ocenění NEA Jazz Masters. Vydal řadu vlastních alb, na kterých často hráli i někteří z jeho synů. Mimo to spolupracoval i s dalšími hudebníky, mezi něž patří například Marcus Roberts, Courtney Pine, Eddie Harris nebo David „Fathead“ Newman.
Byl hospitalizován kvůli příznakům covidu-19, zemřel 1. dubna 2020.